# جون رييب
جون رييب (بالإنجليزية: Jon Reep)‏ هو ممثل أمريكي، ولد في 26 مارس 1972 بهيكري في الولايات المتحدة.

## أعمال

### أفلام
- (2008) هروب هارولد وكومار من خليج غوانتانامو

## وصلات خارجية
- جون رييب على موقع IMDb (الإنجليزية)
- جون رييب على موقع ألو سيني (الفرنسية)
- جون رييب على موقع ميوزك برينز (الإنجليزية)
- جون رييب على موقع أول موفي (الإنجليزية)
- جون رييب على موقع أول ميوزيك (الإنجليزية)
- جون رييب على موقع ديسكوغز (الإنجليزية)
- جون رييب على موقع قاعدة بيانات الفيلم (الإنجليزية)
- جون رييب على موقع كينوبويسك (الروسية)